# Adoretus pachysomatus
Adoretus pachysomatus är en skalbaggsart som beskrevs av Kobayashi 1991. Adoretus pachysomatus ingår i släktet Adoretus och familjen Rutelidae. Inga underarter finns listade i Catalogue of Life.